# Покровский монастырь (Симбирск)
Покровский (Благовещенский) мужской монастырь — упразднённый в советское время мужской монастырь, один из старейших монастырей Симбирской епархии, находившийся в Симбирске (с 1924 года — Ульяновск), существовавший с 1697 по 1934 года.

## История
Монастырь был основан площадным подъячим Петром Ивановичем Муромцевым. Строительство монастыря велось в 1697—1700 годах. Первая церковь во имя Благовещения Пресвятой Богородице была деревянной. По ней первоначально монастырь назывался Благовещенским. В 1720—1724 годах на её месте П. И. Муромцев строит каменную Благовещенскую церковь с двумя приделами: левым — во имя четырёх московских святителей: Петра, Алексия, Ионы и Филиппа и правым — во имя Покрова Пресвятой Богородицы, который был освящён первым, что и определило второе название церкви и монастыря — Покровское. В 1724 году сюда были переведены монахи из упраздненного Успенского монастыря, находившегося в Подгорье Симбирска, а в 1764 году — монахи Соловецкой пустыни, приписанные к монастырю с 1751 года. Позднее Муромцевым к церкви была пристроена каменная колокольня, в которой был устроен придел во имя Всех Святых, освященный в 1737 году. В 1846 году на средства Е. А. Столыпиной (вдова Столыпина Александра Алексеевича) этот придел был исправлен и переименован во имя св. Благоверного князя Александра Невского.

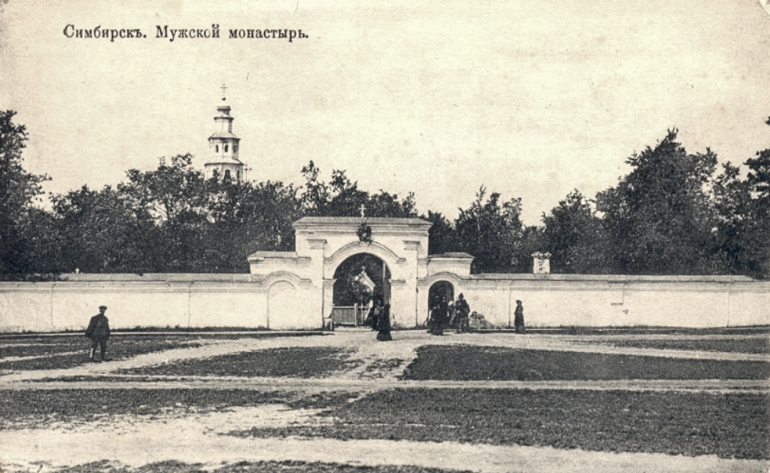
Покровский монастырь (Симбирск, открытка 1900 г.).

На 1764 год монастырь имел каменную ограду размером 70×63 саженей и высотой немного более 3 аршин. 
В 1764 году, с упразднением Покровского монастыря по секуляризационной реформе, все земли обители до села Арское были переданы во владение казакам Конно-Подгородной Слободы.
На 1780 год монастырь имел одну каменную церковь, а число других построек с годами менялось. Вокруг церкви был сад, с её южной стороны размещалось кладбище для монашествующих. Между западной стеной ограды и р. Свиягой находились монастырские огороды.
В 1815 года Симбирское духовное училище заняло весь двухэтажном корпусе Покровского монастыря, отремонтированный на пожертвования, но и всё здание не могло вместить новый состав учащихся. В феврале 1820 г. получен указ Казанской Духовной консистории: занимаемый училищем корпус оставить Покровскому монастырю, приняв взамен в училищное ведение дом, принадлежащий Спасскому монастырю и находящийся в монастырской ограде. В 1821 году состоялся переезд. 
Со времени учреждения в 1832 году самостоятельной Симбирской епархии Покровский монастырь был преобразован в Архиерейский дом, а штат его перемещён в Сызранский Воскресенский монастырь. 

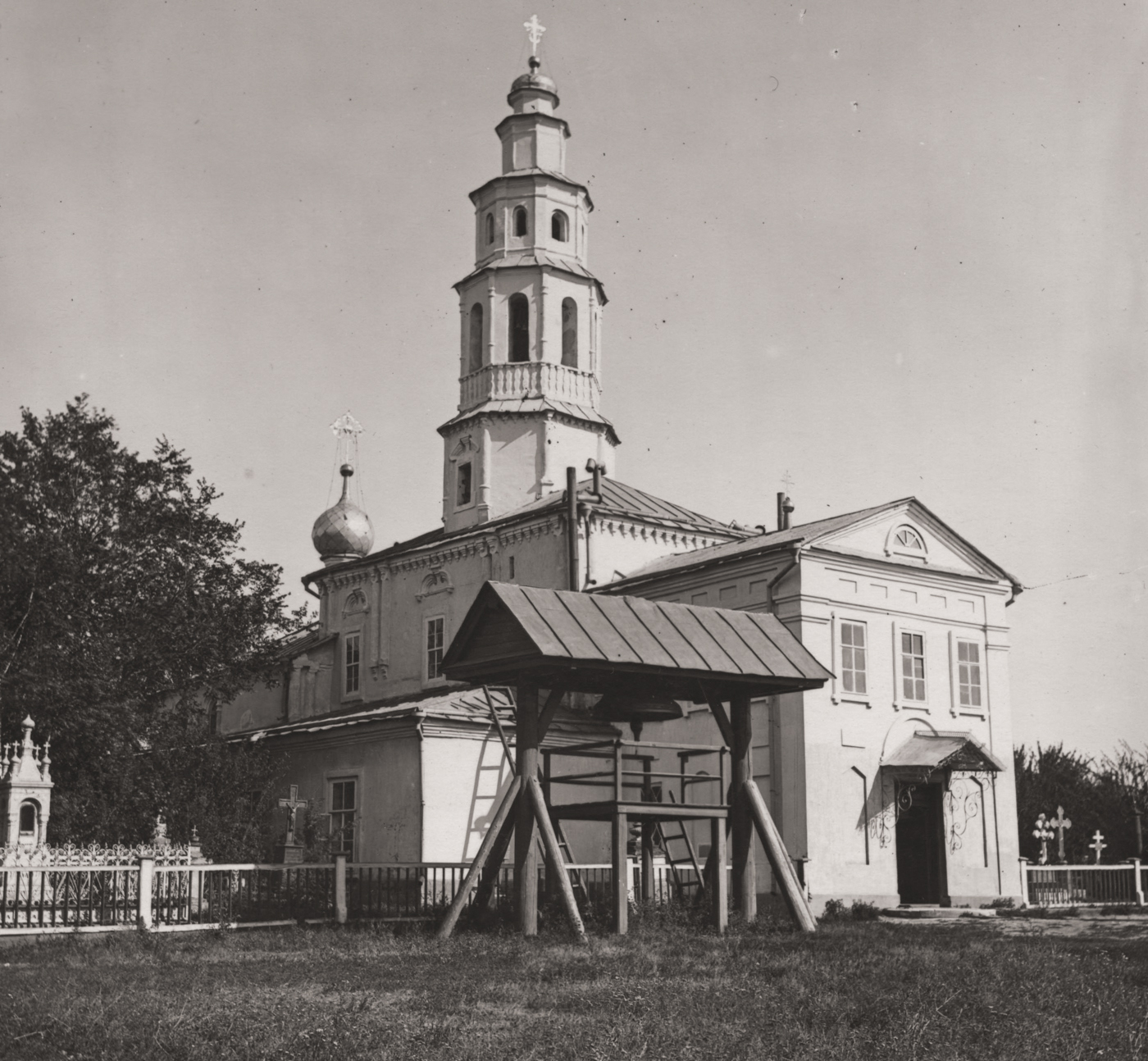
Благовещенская церковь Покровского монастыря.

В 1785—1787 годах был построен деревянный на каменном фундаменте настоятельский дом, в котором в 1832—1844 годах жили симбирские епископы. В этот же период в монастыре находилась духовная консистория, а в 1724—1760-х годах — богадельня для инвалидов. Первый епископ, Анатолий (Максимович), в 1836 году устроил при этом доме церковь во имя Святителя Митрофания, Воронежского чудотворца. В 1844 году был куплен новый Архиерейский дом на Венце, но монастырь продолжает оставаться подворьем Архиерейского дома.
7 декабря 1874 года преосвященный Евгений (Сахаров-Платонов) по болезни был уволен на покой. Для пребывания он избрал Симбирский Покровский монастырь. В двух комнатах одного из братских корпусов владыка Евгений прожил оставшиеся четырнадцать лет своей жизни.
В конце 1880 — начале 1890-х годах Митрофаниевская домовая церковь была переименована во имя Святителя Варсонофия, Казанского чудотворца. В то же время при настоятельском доме была устроена очень небольшая по размеру вторая домовая церковь во имя св. преподобного Сергия Радонежского, чудотворца. В пожаре 1864 года монастырь уцелел.
2 августа 1887 года в монастыре епископом Симбирским и Сызранским Варсонофием (Охотиным) пострижен в монашество с именем Антоний, будущий епископ Антоний (Флоренсов).
С течением времени вокруг монастыря образовались слободы Солдатская и Сиротская, а внутри ограды — Покровское кладбище, устроенное в конце XVIII века, на котором хоронили преимущественно именитых симбирян, за что монастырь получал большие деньги. Другим источником доходов для монастыря было «снятие у казны перевоза через р. Волгу под Симбирском».
На территории монастыря кроме Благовещенской, Митрофаниевской и Сергиевской церквей, находились настоятельский и братские корпуса, каменное здание Духовного правления.
В декабре 1929 г. «собрание родителей учащихся 6-й объединенной ж.-д. школы… ходатайствовало перед горсоветом о закрытии… церкви б. мужского монастыря, являющейся тормозом в воспитании детей». В июне 1930 года с Благовещенской церкви монастыря уже были сняты и изъяты колокола общим весом 228 пуда. На её колокольне было восемь колоколов, самый большой весил 103 пуда 18 фунтов.
Монастырь был закрыт 3 мая 1932 года с последующим использованием «здания для удовлетворения культурно-бытовых нужд рабочих города». По требованию трудящихся монастырскую церковь предполагалось использовать как склад сельскохозяйственных машин, но, по словам старожилов города, служба в церкви шла и в 1934 году. Монастырь разрушен до 1934 года. Из всего комплекса сохранились только три постройки и небольшая часть монастырской стены по улице Ульяновской.

## Храмы монастыря
- Благовещенская церковь[16][17][18][19][20][21][22][23],
- Митрофаниевская церковь,
- Сергиевская церковь.

На территории монастыря кроме Благовещенской, Митрофаниевской и Сергиевской церквей, находились настоятельский и братские корпуса, каменное здание Духовного правления.

## Святыни
Одной из наиболее чтимых икон монастыря была Смоленская икона Божией Матери, принесённая сюда в 1724 году из Тагая П. И. Муромцевым. Эта икона — список с чудотворной иконы Божией Матери, находящейся в  Смоленске, сделанный в 1656 году по обету жителями Тагай.

## Настоятели
- строитель П. И. Муромцев († 1728 г.);
- архимандрит Иоасаф (Шалвицкий) († 1751)[24];
- архимандрит Гермоген (1751—1759)[24];
- архимандрит Иосиф (1760—1761)[24];
- иеромонах Иоанникий (1764), был переведён после закрытия Симбирской Соловецкой пустыни;
- игумен Никандр (1780)[24];
- игумен Еразм (1796)[25];
- архимандрит Иосиф (1801)[26];
- архимандрит Евстафий (1809—1812)[24];
- архимандрит Порфирий (Болгарский) (1813—1819)[24];
- архимандрит Серафим (до 1830), переведён в другой монастырь[27];
- архимандрит Сергий (Ланин) (1890—1893);

## Монастырь сегодня

Памятный знак в сквере «Возрождения Духовности» Благовещенской церкви монастыря.

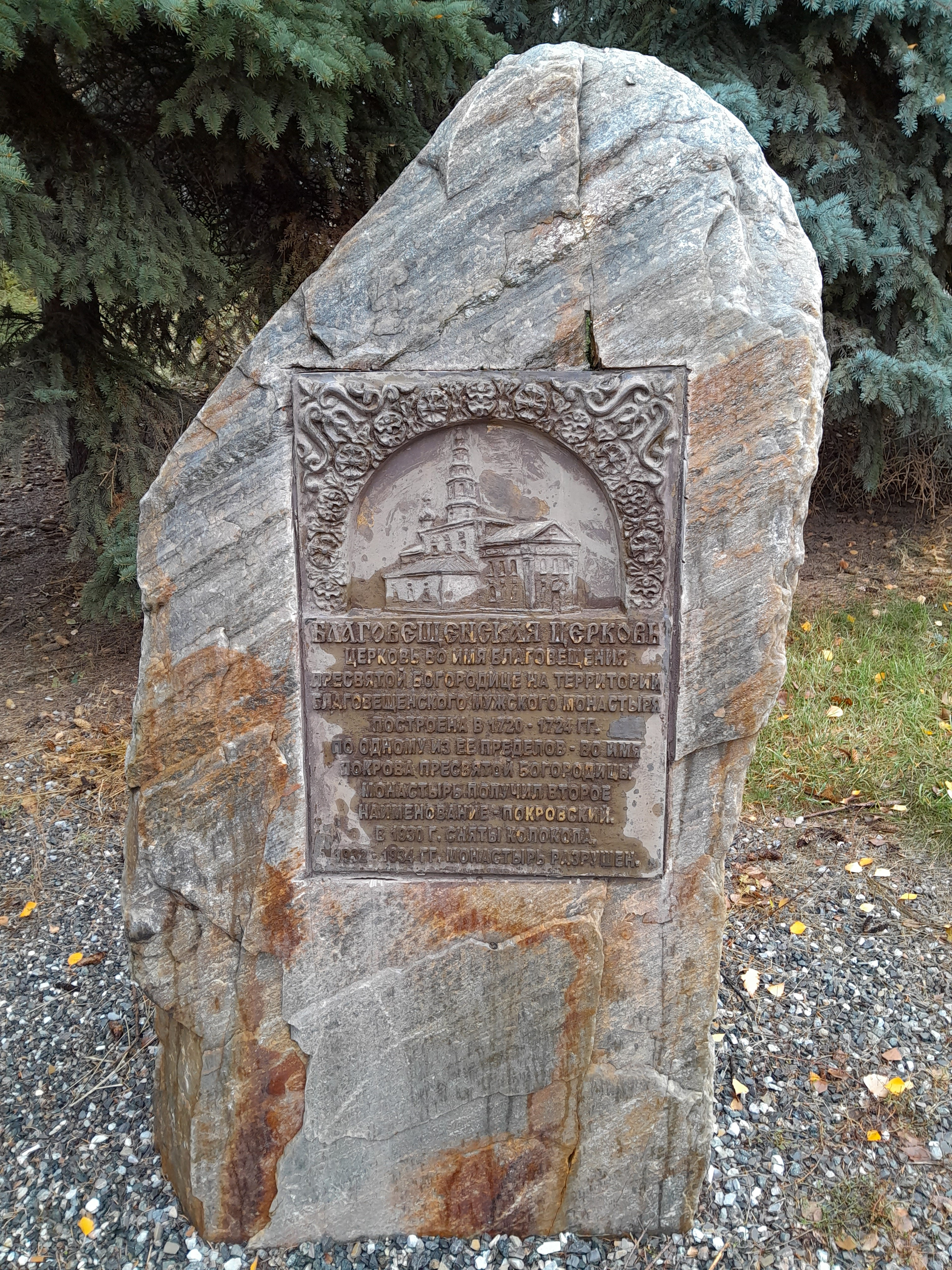
Памятный знак в сквере «Возрождения Духовности» Благовещенской церкви монастыря.

Монастырский комплекс не сохранился — находился на территории современного сквера им. И. Н. Ульянова: по ул. 12-го сентября между улицами Ульяновской и Свияжской, вниз к реке Свияге. Сохранились отдельные здания:
- ул. Свияжская, 22 (ул. Ульяновская, 25) — ныне это здание находится в пользовании прихода Всехсвятской церкви. Двухэтажное полукаменное здание братских келий построено в 1861—1863 годах. В 1960—1970-х годах в нём находилась база Ульяновского текстильторга (одежда и галантерейные товары), потом контора ДЭУ. С 1971 году здание было передано комбинату по ремонту торговой техники, и в нём размещалась контора УСПК по торговой технике «Торгмонтаж». В последнее десятилетие это был административный корпус МП «Торгтехника». Распоряжением мэра № 676-Р от 18.09.00 г. здание было передано в безвозмездное пользование прихода Всехсвятской церкви, расположенной в непосредственной близости от б. братского корпуса. После завершения ремонтных работ здесь предполагается разместить административно-хозяйственную часть прихода, библиотеку, воскресную школу, ризницу, трапезную.

- ул. Свияжская, 24 — в трапезной ныне находится ООО ТПФ «Волга-С». Одноэтажный каменный флигель для певчих архиерейского хора и одноэтажная каменная кухня были построены в 1841 году. После 1845 года певческий флигель использовался под монастырскую братскую трапезную. В феврале 1933 г. было принято решение горсовета об организации в Ульяновске Гортопа. Через некоторое время бывшее здание певчих было передано в ведение этой организации. Контора Гортопсбыта находилась в нём до 1960-х гг. В последние годы здание сдаётся в аренду различным предприятиям. В конце октября 2023 года «флигель для певчих» был демонтирован[28].

- Здание бывшей кухни по ул. Свияжской (номера не имеет). Третью постройку Покровского монастыря — бывшее здание кухни нельзя считать сохранившейся: уже в 1970-х годах от неё осталось две стены, и ныне это практически изменённое одноэтажное здание занято гаражом МП «Торгтехника».

На месте монастыря и Покровского некрополя в 1960-е годы был создан сквер имени И. Н. Ульянова. Для этого завершили разрушение и закапывание кладбищенских памятников, начатое в 1933—1935 годах. Начиная с 1996 года, на территории кладбища проводятся работы по восстановлению надгробий и памятников.
В 2008 году была построена каменная памятная часовня, поставленная близ могилы местночтимого святого Андрея Симбирского. Часовня находится на территории современного сквера им. И. Н Ульянова, бывшего кладбища Покровского мужского монастыря, рядом со снесённым Благовещенским собором.
В 2014 году в сквере «Возрождения Духовности» Благовещенской церкви монастыря установлен памятный знак.

## Некрополь монастыря
См. статью: Покровский некрополь

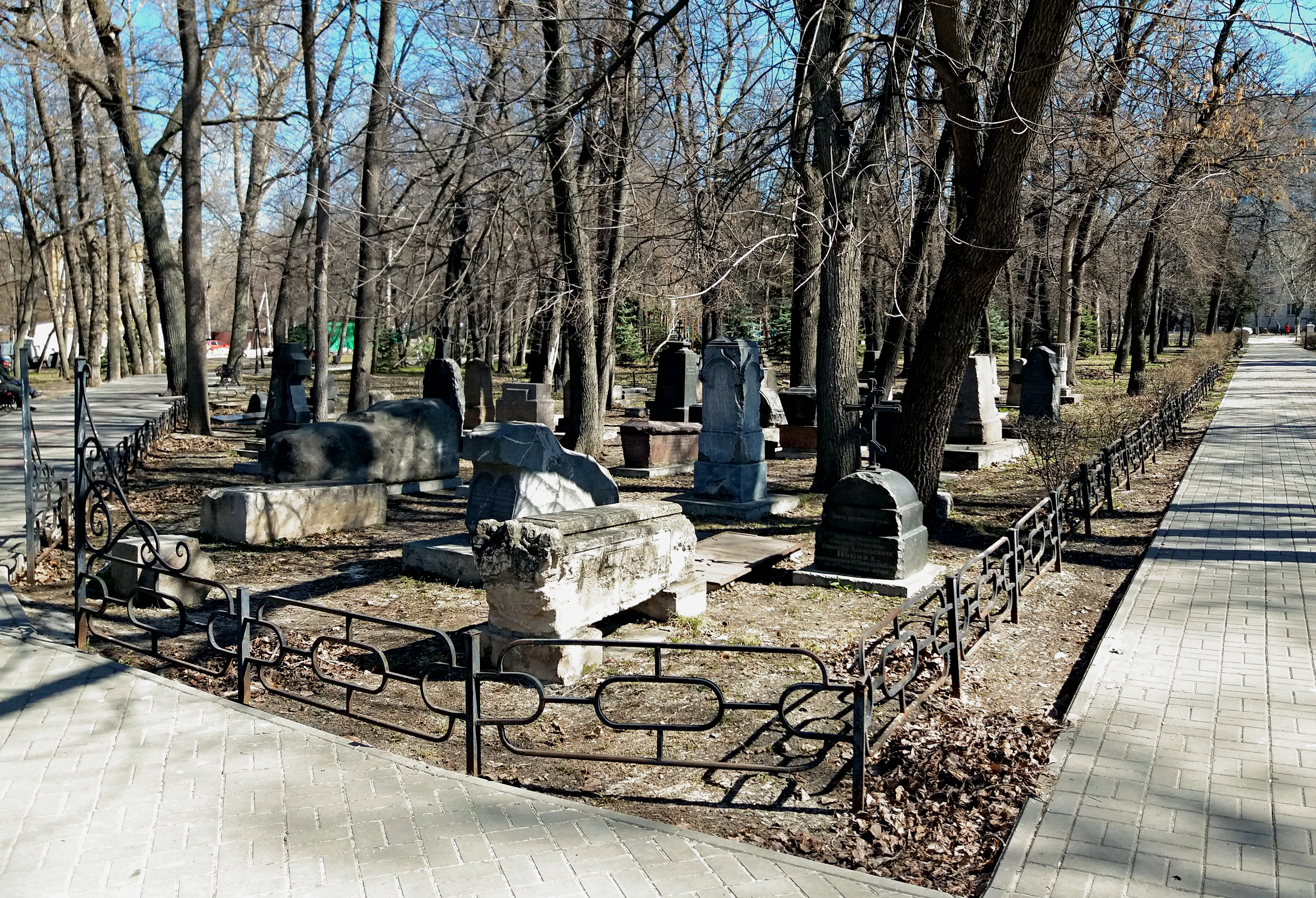
Покровский некрополь общий вид.

Самым ранним задокументированным фактом погребения в Покровском монастыре стало захоронение строителя Благовещенского собора подьячего П. И. Муромцева († 1728 г.) и его супруги Н. С. Муромцевой († 1730 г.). Согласно завещанию, они были погребены в одном из приделов храма — в честь Святителей Московских.
При Покровском же монастыре хоронили исключительно насельников обители и умерших в монастыре работников и послушников. В 1725 году вышел Указ, который предписывал: «мертвых человеческих телес, кроме знатных персон, внутри городов не погребать, а погребать их в монастырях и приходских церквах вне городов». Поэтому вставал вопрос о переносе места последнего упокоения симбирской знати из центра города (а именно там располагался Спасский монастырь) в иное место. Таким местом и надлежало стать кладбищу Покровского мужского монастыря, располагавшегося в то время на городской окраине. Но, несмотря на Высочайшее повеление, видимо учитывая законную оговорку о "знатных персонах", немногочисленные захоронения в Спасском монастыре продолжались. Закрытию Спасского кладбища способствовал Указ 1771 года, вышедший в связи с эпидемией чумы и запрещавший хоронить в черте городов, а также Указ Казанской Духовной Консистории, в подчинении которой в то время находился Симбирск, в 1777 году предписывавший погребать монашествующих и Покровского, и Спасского монастырей на кладбище мужской обители. Но ещё до подписания вышеперечисленных Указов на Покровском кладбище имели место погребения симбирской аристократии (например, в 1774 году здесь был похоронен полковник князь С. А. Трубецкой).
Также при монастыре хоронили и жителей близлежащих пригородных слобод — во время, когда Благовещенский собор выполнял роль приходского храма (до 1770-х годов). Однако богатых памятников над этими захоронениями не устанавливали, вероятно и постоянного ухода за могилами не было, а поэтому, по прошествии определенного времени, на тех же местах производились вторичные погребения.

## Факты
Уезжая из Симбирска в 1887 году семья Ульяновых передали все иконы в мужской Покровский монастырь, на кладбище которого был похоронен Илья Николаевич. После разрушения монастыря иконы были утеряны.